# Malilu (Ort)
Malilu ist ein osttimoresischer Ort im Suco Malilait (Verwaltungsamt Bobonaro, Gemeinde Bobonaro). Das Dorf liegt im Westen der Aldeia Malilu. Nordwestlich liegt das Dorf Malilait und westlich beginnt Bobonaro, der Hauptort des Verwaltungsamtes. Östlich zerfurchen die Zuflüsse des Mabesi das Land. Er ist ein Nebenfluss des Loumea.